# Шабхус-Лат
Шабхус-Лат (перс. شبخوس لات) — село в Ірані, у дегестані Тутакі, в Центральному бахші, шагрестані Сіяхкаль остану Ґілян. За даними перепису 2006 року, його населення становило 45 осіб, що проживали у складі 13 сімей.